# Thai Premier League 2013
Die Thai Premier League 2013 war die 17. Spielzeit der höchsten thailändischen Fußballliga seit ihrer Gründung im Jahr 1996.
Die Saison startete am 2. März 2013 und endete am 3. November 2013.

## Modus
Die Vereine spielten ein Doppelrundenturnier aus, womit sich insgesamt 34 Spiele pro Mannschaft ergaben. Es wurde nach der 3-Punkte-Regel gespielt (drei Punkte pro Sieg, ein Punkt pro Unentschieden). Die Tabelle wurde nach den folgenden Kriterien bestimmt:
1. Anzahl der erzielten Punkte
2. Anzahl der erzielten Punkte im direkten Vergleich
3. Tordifferenz im direkten Vergleich
4. Anzahl Tore im direkten Vergleich
5. Tordifferenz aus allen Spielen
6. Anzahl Tore in allen Spielen

Am Ende der Saison qualifizierte sich die punktbeste Mannschaft für die Gruppenphase der AFC Champions League 2012. Der Zweit- und Drittplatzierte begann in der Zweiten Qualifikationsrunde der Champions League. Der Verein mit den wenigsten Punkten stieg in die zweitklassige Thai Premier League Division 1 ab.

## Mannschaften
| Mannschaft             | Standort            | Stadion                             | Kapazitaet |
| ---------------------- | ------------------- | ----------------------------------- | ---------- |
| Army United            | Phaya Thai, Bangkok | Royal Thai Army Stadium             | 20.000     |
| Bangkok Glass          | Pathum Thani        | Leo Stadium                         | 13.000     |
| Bangkok United         | Bangkok             | Thai-Japanese Stadium               | 10.000     |
| BEC Tero Sasana FC     | Bangkok             | 72nd Anniversary Stadium (Min Buri) | 10.000     |
| Buriram United         | Buriram             | New I-Mobile Stadium                | 24.000     |
| Chainat Hornbill FC    | Chainat             | Khao Plong Stadium                  | 12.000     |
| Chiangrai United       | Chiangrai           | United Stadium of Chiangrai         | 15.000     |
| Chonburi FC            | Chonburi            | Chonburi Stadium                    | 8500       |
| Muangthong United      | Nonthaburi          | SCG Stadium                         | 15.000     |
| Osotspa M-150 Saraburi | Saraburi            | Saraburi Stadium                    | 6000       |
| Pattaya United         | Chonburi            | Nong Prue Stadium                   | 5000       |
| INSEE Police United    | Pathum Thani        | Thammasat Stadium                   | 25.000     |
| Ratchaburi Mitr Phol   | Ratchaburi          | Ratchaburi Stadium                  | 10.000     |
| Samut Songkhram FC     | Samut Songkhram     | Samut Songkhram Stadium             | 6000       |
| Sisaket FC             | Sisaket             | Sri Nakhon Lamduan Stadium          | 10.000     |
| Songkhla United FC     | Songkhla            | Tinsulanon Stadium                  | 25.000     |
| Suphanburi FC          | Suphanburi          | Suphanburi Provincial Stadium       | 20.000     |
| TOT SC                 | Bangkok             | TOT Stadium Chaeng Watthana         | 5000       |

Esan United wurde durch Sisaket FC ersetzt. Im Nachhinein wurde festgestellt, dass die Namensänderung sowie der Standortwechsel nicht rechtens war. Es wurden dem Verband gefälschte Dokumente vorgelegt. Sisaket wurde daraufhin aus dem Wettbewerb genommen.

## Personal
| Mannschaft           | Trainer                         | Mannschaftskapitän    |
| -------------------- | ------------------------------- | --------------------- |
| Army United          | Alexandré Pölking               | Chaiwat Nak-iem       |
| Bangkok Glass        | Attaphol Buspakom               | Teeratep Winothai     |
| Bangkok United       | Sasom Pobprasert                | Nattaporn Phanrit     |
| BEC Tero Sasana FC   | José Alves Borges               | Rangsan Viwatchaichok |
| Buriram United       | Alejandro Menéndez              | Suchao Nuchnum        |
| Chainat Hornbill FC  | Surachai Jaturapattarapong      | Yuttajak Kornchan     |
| Chiangrai United     | Anurak Srikerd                  | Teerasak Po-on        |
| Chonburi FC          | Withaya Laohakul                | Pipob On-Mo           |
| Muangthong United    | René Desaeyere                  | Datsakorn Thonglao    |
| Osotspa Saraburi     | Chalermwoot Sa-Ngapol           | Jetsada Puanakunmee   |
| Pattaya United       | Jadet Meelarp                   | Niweat Siriwong       |
| INSEE Police United  | Thawatchai Damrong-Ongtrakul    | Surachat Sareepim     |
| Ratchaburi Mitr Phol | Iván Palanco                    | Prayad Boonya         |
| Samut Songkhram FC   | Somchai Chuayboonchum           | Puthasas Boonpok      |
| Sisaket FC           | Narong Suwannachot              | Pusit Pongsura        |
| Songkhla United FC   | Sampan Yotatip Pitaya Pimanmaen | Chairat Madsiri       |
| Suphanburi FC        | Phayong Khunnaen                | Jatsada Boonruengrod  |
| TOT SC               | Somchai Subpherm                | Takahiro Kawamura     |

## Ausländische Spieler
Stand: Saisonende 2013
| Mannschaft           | Spieler 1              | Spieler 2           | Spieler 3           | Spieler 4         | Spieler 5            | Spieler 6         | Spieler Asien        | Ehemalige ausländische Spieler                 |
| -------------------- | ---------------------- | ------------------- | ------------------- | ----------------- | -------------------- | ----------------- | -------------------- | ---------------------------------------------- |
| Army United          | Daniel Blanco          | Alessandro Alves    | Aron da Silva       | Björn Lindemann   | Adnan Barakat        | Danny Invincibile | Jung Myung-oh        | Matthew Mbuta Bakary Diakité                   |
| Bangkok Glass        | Leandro dos Santos     | José Mena           | Goran Jerković      | Flavien Michelini | Lazarus Kaimbi       | Hironori Saruta   | Goran Šubara         | Billy Mehmet Shinnosuke Honda                  |
| Bangkok United       | Tony                   | Paul Ekollo         | Antonin Trilles     | Romain Gasmi      | Miloš Bogunović      | Mohamad Al Hasan  | Hussein Alaa Hussein | Gilson Dias Mario César                        |
| BEC Tero Sasana FC   | Lucas Gaúcho           | Cleiton Silva       | Kasongo Bukasa      | Issac Honey       | Samuel Drogbele      |                   | Shō Shimoji          | Gabriel Davis Jonathan Béhé Arzu               |
| Buriram United       | Carmelo González       | Jesús Berrocal      | Bruno Herrero       | Osmar Ibáñez      | Kai Hirano           |                   | Javier Patiño        | Ramsés Bustos Juan Quero Barraso Han Jae-Woong |
| Chainat Hornbill FC  | Valery Hiek            | Yannick Mbengono    | Kendall Jagdeosingh | Seon Power        | Michael Thomas Byrne | Jo Tae-keun       | Masahito Noto        | Joseph Obama Bojan Božović                     |
| Chiangrai United     | Jerri                  | Leonardo            | Uilian Souza        | Rutger Worm       | Mitchell Kappenberg  | Kyle Nix          | Kazuki Murakami      | Antônio Cláudio Leandro Assumpção              |
| Chonburi FC          | Leandro Assumpção      | Kanu                | Thiago Cunha        | Fodé Diakité      | Ajayi Gbenga Samuel  | Juan Quero        | Kazuto Kushida       | Irfan Bachdim Ivan Bošković                    |
| Muangthong United    | Edivaldo Hermoza       | Dagno Siaka         | Mario Gjurovski     | Pak Nam-Chol      | Ri Kwang-chon        | Bang Seung-hwan   | Kim Yoo-jin          | Roland Linz Adnan Barakat                      |
| Osotspa Saraburi     | Anthony Moura-Komenan  | Tangeni Shipahu     | Hiromichi Katano    | Suguru Hashimoto  |                      |                   | Hiroyuki Yamamoto    | Lazarus Kaimbi Trywell Kaira                   |
| Pattaya United FC    | Efe Obode              | Ajoku Obinna        | Rod Dyachenko       | Miloš Juhász      | Kang Bong-jun        | Makhosonke Bhengu | Ahn Byeong-keun      | Jung Chul-woon Jung Ji-soo                     |
| INSEE Police         | Daniel Côrtes          | Felipe Ferreira     | Pedrinho            | Yannick Ossok     | Michaël Murcy        | Woo Hyun          | Lee Han-kuk          | Ludovick Takam                                 |
| Ratchaburi Mitr Phol | Douglas                | Wellington Katzor   | Jhon Obregón        | José Luis Cordero | Henri Jöel           | Jang Gil-hyeok    | Cho Jin-soo          | Samed Abdul Awudu Larry Clavier                |
| Samut Songkhram FC   | Lucas Daniel Echenique | Victor Amaro        | Marc Landry Babo    | Guy Hubert        | Shaka Bangura        | Park Jae-hyun     | Jung Ho-jin          | Franklin Anzité Gilbert Koomson Kim Do-yeon    |
| Songkhla United FC   | Jules Baga             | Jonathan Matijas    | Koné Seydou         | Saidu Sani        | Darko Rakočević      |                   | Daiki Higuchi        | Aron da Silva Elvis Job                        |
| Suphanburi FC        | Tales                  | Njie Ngenevu Divine | Bireme Diouf        | Dragan Bošković   | Kim Tae-young        |                   | Rocky Visconte       | Ante Rožić Christian Castillo Nikola Komazec   |
| TOT SC               | Juninho                | Bas Savage          | Mohamed Koné        | Lee Jun-ki        |                      |                   | Takahiro Kawamura    | Younes Chaib Rodoljub Paunović Žarko Jeličić   |

 Ausländische Spieler, die während der Saison den Verein verlassen haben
Neuzugänge während der laufenden Saison sind fett gedruckt

## Abschlusstabelle
| Pl. | Verein               | Sp. | S  | U  | N  | Tore    | Diff. | Punkte |
| --- | -------------------- | --- | -- | -- | -- | ------- | ----- | ------ |
| 1.  | Buriram United       | 32  | 23 | 9  | 0  | 073:230 | +50   | 78     |
| 2.  | Muangthong United    | 32  | 21 | 8  | 3  | 061:330 | +28   | 71     |
| 3.  | Chonburi FC          | 32  | 18 | 8  | 6  | 061:350 | +26   | 62     |
| 4.  | Suphanburi FC        | 32  | 14 | 9  | 9  | 040:310 | +9    | 51     |
| 5.  | Bangkok Glass        | 32  | 14 | 8  | 10 | 040:310 | +9    | 50     |
| 6.  | Army United          | 32  | 13 | 9  | 10 | 048:400 | +8    | 48     |
| 7.  | BEC Tero Sasana FC   | 32  | 13 | 9  | 10 | 056:490 | +7    | 48     |
| 8.  | Osotspa Saraburi     | 32  | 9  | 12 | 11 | 038:430 | −5    | 39     |
| 9.  | INSEE Police         | 32  | 9  | 11 | 12 | 040:370 | +3    | 38     |
| 10. | Chainat Hornbill FC  | 32  | 10 | 8  | 14 | 042:430 | −1    | 38     |
| 11. | Chiangrai United     | 32  | 8  | 10 | 14 | 032:450 | −13   | 34     |
| 12. | Songkhla United FC   | 32  | 7  | 11 | 14 | 030:470 | −17   | 32     |
| 13. | Bangkok United       | 32  | 8  | 7  | 17 | 038:610 | −23   | 31     |
| 14. | TOT SC               | 32  | 8  | 7  | 17 | 027:540 | −27   | 31     |
| 15. | Ratchaburi Mitr Phol | 32  | 6  | 12 | 14 | 031:390 | −8    | 30     |
| 16. | Samut Songkhram FC   | 32  | 6  | 12 | 14 | 022:410 | −19   | 30     |
| 17. | Pattaya United       | 32  | 9  | 2  | 21 | 039:660 | −27   | 29     |
| 18. | Sisaket FC           | 0   | 0  | 0  | 0  | 000:000 | ±0    | 0      |

## Torschützenliste
| Platz | Name                                                                                         | Mannschaft                                                                                  | Tore |
| ----- | -------------------------------------------------------------------------------------------- | ------------------------------------------------------------------------------------------- | ---- |
| 1.    | Carmelo González                                                                             | Buriram United                                                                              | 23   |
| 2.    | Cleiton Silva                                                                                | BEC Tero Sasana FC                                                                          | 20   |
| 3.    | Teerasil Dangda                                                                              | Muangthong United                                                                           | 15   |
| 4.    | Javier Patiño                                                                                | Buriram United                                                                              | 14   |
| 5.    | Thiago Cunha                                                                                 | Chonburi FC                                                                                 | 13   |
| 6.    | Aron da Silva Mario Gjurovski                                                                | Army United Muangthong United                                                               | 12   |
| 8.    | Sumanya Purisai Dagno Siaka                                                                  | Chainat Hornbill FC Muangthong United                                                       | 11   |
| 10.   | Chatree Chimtalay Leandro Assumpção Chananan Pombuppha Michaël Murcy Douglas Dragan Bošković | Bangkok Glass Chonburi FC Osotspa Saraburi Police United Ratchaburi Mitr Phol Suphanburi FC | 10   |

## Hattricks
| Spieler            | Verein              | Gegnerischer Verein | Ergebnis | Datum            |
| ------------------ | ------------------- | ------------------- | -------- | ---------------- |
| Carmelo González   | Buriram United      | Songkhla United FC  | 6 : 1    | 6. April 2013    |
| Sompong Soleb      | Bangkok United      | Pattaya United      | 4 : 0    | 27. April 2013   |
| Ronnachai Rangsiyo | Bangkok United      | Chainat Hornbill FC | 3 : 2    | 29. Mai 2013     |
| Michaël Murcy      | Police United       | Bangkok Glass       | 5 : 0    | 3. August 2013   |
| Chananan Pombuppha | Osotspa Saraburi    | TOT SC              | 4 : 0    | 4. August 2013   |
| Cleiton Silva      | BEC Tero Sasana FC  | TOT SC              | 5 : 0    | 14. August 2013  |
| Yannick Mbengono   | Chainat Hornbill FC | BEC Tero Sasana FC  | 4 : 2    | 21. August 2013  |
| Carmelo González   | Buriram United      | Samut Songkhram FC  | 5 : 1    | 25. August 2013  |
| Teerasil Dangda    | Muangthong United   | Osotspa Saraburi    | 3 : 1    | 5. Oktober 2013  |
| Sumanya Purisai    | Chainat Hornbill FC | Suphanburi FC       | 3 : 0    | 19. Oktober 2013 |

## Auszeichnungen

### Jährliche Auszeichnungen

#### Trainer des Jahres
| Auszeichnung       | Name              | Verein        |
| ------------------ | ----------------- | ------------- |
| Trainer des Jahres | Attaphol Buspakom | Bangkok Glass |

#### Spieler des Jahres
| Auszeichnung                 | Name                 | Verein             |
| ---------------------------- | -------------------- | ------------------ |
| Spieler des Jahres           | Theerathon Bunmathan | Buriram United     |
| Torwart des Jahres           | Narit Taweekul       | Bangkok Glass      |
| Verteidiger des Jahres       | Osmar Barba          | Buriram United     |
| Mittelfeldspieler des Jahres | Dagno Siaka          | Muangthong United  |
| Stürmer des Jahres           | Cleiton Silva        | BEC Tero Sasana FC |

#### Golden Boot
| Auszeichnung | Name             | Verein         |
| ------------ | ---------------- | -------------- |
| Golden Boot  | Carmelo González | Buriram United |

#### Fair Play
| Auszeichnung   | Verein        |
| -------------- | ------------- |
| Fair Play Team | Suphanburi FC |

### Monatliche Auszeichnungen

#### Spieler des Monats
| Monat     | Name                 | Mannschaft         |
| --------- | -------------------- | ------------------ |
| März      | Cleiton Silva        | BEC Tero Sasana FC |
| April     | Javier Patiño        | Buriram United     |
| Mai       | Tanaboon Kesarat     | BEC Tero Sasana FC |
| Juni      | Wuttichai Tathong    | Suphanburi FC      |
| Juli      | Narit Taweekul       | Bangkok Glass      |
| August    | Datsakorn Thonglao   | Muangthong United  |
| September | Teeratep Winothai    | Bangkok Glass      |
| Oktober   | Theerathon Bunmathan | Buriram United     |

#### Trainer des Monats
| Monat     | Name                  | Mannschaft        |
| --------- | --------------------- | ----------------- |
| März      | Slaviša Jokanović     | Muangthong United |
| April     | Attaphol Buspakom     | Buriram United    |
| Mai       | Phayong Khunnaen      | Suphanburi FC     |
| Juni      | Scott Cooper          | Buriram United    |
| Juli      | Chalermwoot Sa-Ngapol | Osotspa Saraburi  |
| August    | René Desaeyere        | Muangthong United |
| September | Attaphol Buspakom     | Bangkok Glass     |
| Oktober   | Anurak Srikerd        | Chiangrai United  |

## Ausrüster/Sponsor
| Mannschaft           | Trainer     | Mannschaftskapitän        |
| -------------------- | ----------- | ------------------------- |
| Army United          | Pan         | Chang                     |
| Bangkok Glass        | Umbro       | Leo Beer                  |
| Bangkok United       | FBT         | true                      |
| BEC Tero Sasana FC   | FBT         | FB Battery                |
| Buriram United       | Eigenmarke  | Chang                     |
| Chainat Hornbill FC  | Kappa       | N/A                       |
| Chiangrai United     | Deffo       | Leo Beer                  |
| Chonburi FC          | Nike        | Chang                     |
| Muangthong United    | Grand Sport | SCG                       |
| Osotspa Saraburi     | Grand Sport | M-150                     |
| Pattaya United       | Grand Sport | true                      |
| INSEE Police United  | Kela        | INSEE Cement              |
| Ratchaburi Mitr Phol | Umbro       | Mitr Phol                 |
| Samut Songkhram FC   | Kool Sport  | N/A                       |
| Sisaket FC           | Joma        | Muang Thai Life Assurance |
| Songkhla United FC   | FBT         | ManA                      |
| Suphanburi FC        | Grand Sport | Chang                     |
| TOT SC               | N/A         | TOT                       |

## Zuschauerzahlen
| Platz | Mannschaft           | Gesamt- zuschauerzahl | Höchste Zuschauerzahl | Niedrigste Zuschauerzahl | Durchschnittliche Zuschauerzahl |
| ----- | -------------------- | --------------------- | --------------------- | ------------------------ | ------------------------------- |
| 1.    | Buriram United       | 303,054               | 27,088                | 14,592                   | 18,941                          |
| 2.    | Suphanburi FC        | 229,145               | 21,059                | 9,043                    | 14,322                          |
| 3.    | Muangthong United    | 174,212               | 14,114                | 7,458                    | 10,888                          |
| 4.    | Chiangrai United     | 121,570               | 14,251                | 3,670                    | 7,598                           |
| 5.    | Bangkok Glass        | 118,737               | 13,300                | 4,937                    | 7,421                           |
| 6.    | Chonburi FC          | 97,318                | 8,656                 | 3,953                    | 6,082                           |
| 7.    | Songkhla United FC   | 94,421                | 19,444                | 1,915                    | 5,901                           |
| 8.    | Army United          | 79,386                | 11,292                | 2,486                    | 4,962                           |
| 9.    | BEC Tero Sasana FC   | 65,892                | 6,856                 | 652                      | 4,118                           |
| 10.   | Chainat Hornbill FC  | 63,011                | 7,714                 | 1,434                    | 3,938                           |
| 11.   | Ratchaburi Mitr Phol | 60,207                | 7,383                 | 1,911                    | 3,763                           |
| 12.   | INSEE Police         | 59,854                | 9,831                 | 1,659                    | 3,741                           |
| 13.   | Osotspa Saraburi     | 56,505                | 6,746                 | 2,063                    | 3,532                           |
| 14.   | Bangkok United       | 45,860                | 6,125                 | 1,445                    | 2,866                           |
| 15.   | Samut Songkhram FC   | 31,398                | 3,750                 | 1,121                    | 1,962                           |
| 16.   | Pattaya United       | 31,129                | 3,910                 | 1,123                    | 1,946                           |
| 17.   | TOT SC               | 26,188                | 5,015                 | 560                      | 1,637                           |
|       | GESAMT               | 1,657,887             | 27,088                | 560                      | 6,095                           |